# Andromache (Euripides)
Andromache (Oudgrieks Ἀνδρομάχη) is een tragedie van de oud-Griekse toneelschrijver Euripides.

## Inhoud

### Dramatis personae
- Andromache
- Neoptolemos
- Dienares van Andromache
- Vrouwen uit Phthia, koor
- Hermione, echtgenote van Neoptolemos, dochter Menelaos
- Menelaos, koning van Sparta
- Molossos, zoon van Neoptolemos en Andromache
- Peleus, vader van Achilleus
- voedster van Hermione
- Orestes, zoon van Agamemnon
- Bode
- Thetis, zeenimf en echtgenote van Peleus, moeder van Achilles
- Enkele dienaren

### Synopsis
Andromache, dochter van Eëtion (vorst van Thebe in Mysië), is de vrouw van Hektor, oudste zoon van Priamos, koning van Troje. Homeros schildert haar af als een fijngevoelig mens, een moeder die haar kind weet op te voeden. Beroemd is de scène waarin zij afscheid neemt van haar man, waarbij hun zoontje schrikt van de wapenrusting die zijn vader draagt (Ilias 6323). Wanneer Troje door de Grieken wordt ingenomen, wacht haar, net als alle andere Trojaanse vrouwen een droevig lot: zij zal als slavin, in het beste geval als bijvrouw, van een van de Griekse veldheren worden meegevoerd naar Griekenland. Dezen houden een loting en Andromache wordt toegewezen aan Neoptolemos, zoon van Achilleus. Uitgerekend Neoptolemos heeft haar (en Hektors) zoontje Astyanax bij de inneming van Troje op brute wijze vermoord door hem van de muren van de burcht naar beneden te werpen.
Het stuk speelt zich af in Phthia (in Thessalië), het geboorteland van Achilles. Op de achtergrond zien we de tempel van Thetis, de zeenimf die als moeder van hun plaatselijke held Achilles daar vereerd wordt. Zijn oude vader Peleus zwaait er nog steeds de scepter. Andromache heeft haar overwinnaar een zoon geschonken, Molossos, iets wat Neoptolemos' wettige vrouw Hermione hem niet heeft kunnen geven, want zij kan geen kinderen krijgen. Andromache zou zelfs tovermiddelen hebben gebruikt om haar onvruchtbaar te maken.
Hermione is de dochter van Menelaos, koning van Sparta, en Helena, de vrouw om wie het allemaal ging bij het uitbreken van de oorlog om Troje. Hermione wil niets anders dan de dood van Andromache, die met haar zoontje haar toevlucht heeft gezocht in de tempel van Thetis.
We zijn dan halverwege het toneelstuk en vanaf dit moment is Andromache niet meer in beeld. Zij wacht haar lot af in het binnenste van de tempel en neemt hier de rol aan van smekelinge. Haar hoop is ironisch genoeg gevestigd op haar huidige heer, Neoptolemos, die naar Delfi is vertrokken om voor zijn oorlogsmisdaden vergeving te vragen van de godheid en aan het eind van het verhaal als lijk (want vermoord door Orestes) terug te keren.
Daarvoor in de plaats is het een komen en gaan van andere personages. Menelaos, koning van Sparta, verschijnt, nu met Molossos, Andromaches zoontje dat hij nu in gijzeling houdt. Andromache staat op het punt de tempel te verlaten, wanneer Peleus opkomt en haar beschermt. Hij bevrijdt Andromache en haar zoontje en leidt Menelaos weg. Dan arriveert Orestes, die Hermione, zijn nicht en oorspronkelijke verloofde, wil helpen en Andromache uitgeleverd wil zien. Hij vertelt van zijn plannen om Neoptolemos te doden en vertrekt met Hermione naar Delfi.
Peleus leert bij zijn terugkomst van Orestes' moordplannen, maar is te laat. Verdere acties van zijn kant echter worden verhinderd door Thetis die in een deus ex machina-scène de vrede herstelt en voorspelt hoe Andromaches zoon Molossos in Epeiros een nieuw koningsgeslacht zal oprichten.

## Bespreking
De Andromache van Euripides geldt als een van de minst geslaagde van de stukken die wij van Euripides over hebben. Het zou te weinig actie vertonen en niet consistent zijn van opbouw.
De tragedie telt 1288 versregels, met een gemiddelde lengte van zes woorden per versregel. Het uitspreken van elke regel zal maximaal vijf seconden hebben gekost. De opvoering van het stuk zal in kale vorm 107 minuten geduurd hebben. Op een gegeven moment staan er zelfs vier acteurs op het toneel, iets wat Aristoteles is ontgaan, toen hij zijn regels formuleerde voor het schrijven van een tragedie. De 'Andromache’ eindigt met de woorden van het koor:
"Goden hebben veel verschijningsvormen,
zij brengen vele dingen tot een onverwacht einde;
Wat je dacht, kwam niet uit,
maar het onverwachte, daarvoor vond een god de oplossing.
Zo is dit stuk aan zijn eind gekomen."

### Historische context
De ‘Andromache’ wordt gedateerd rond het begin van de Peloponnesische Oorlog. Meest waarschijnlijke opvoeringsjaar is 428 voor Christus. Het stuk wordt nergens in de didaskalia (lijst van winnaars) genoemd - dat wil zeggen dat het zeker geen eerste prijs heeft gekregen - maar heeft toch de selectie door de eeuwen heen overleefd. Het bijzondere van het werk zit hem in het tijdsbeeld. Je bent Athener en neemt in de jaren '20 van de vijfde eeuw voor Christus plaats in het Dionysostheater om naar de 'Andromache' te kijken. En wat je ziet is het volgende: een vrouw en haar weerloze kind worden belaagd door de jaloerse Hermione, de intrigant Menelaos en de moordlustige Orestes, allen Spartanen. Deze tragedie had geen plot nodig, de toeschouwers zagen er alleen hun anti-Spartaans sentiment in bevestigd. Oorlogspropaganda ten top. Euripides heeft op de emoties willen inspelen.

## Nederlandse vertalingen
- 1951 – Andromache – P. Brommer
- 1997 – Andromache – Willy Courteaux en Bart Claes
- 2001 – Andromache – Gerard Koolschijn